# Cyanella aquatica
Cyanella aquatica là một loài thực vật có hoa trong họ Tecophilaeaceae. Loài này được Oberm. ex G.Scott mô tả khoa học đầu tiên năm 1991.